# 人は変わらない
「人は変わらない」（仏: On ne change pas（）、英: One doesn't change）は、セリーヌ・ディオンのアルバム『愛するだけでよかったら』からの3枚目にして最後の市販シングル。1999年3月1日にフランス語圏の国々で発売された。

## 概要
作詞・作曲及びプロデュースはジャン=ジャック・ゴールドマン。
ミュージックビデオはGilbert Namiandの監督で1999年に制作され、後に発売されたセリーヌ・ディオンのフランス語曲ベストアルバムのビデオ集『オン・ヌ・シャンジュ・パ』に収録されている。ディオン本人が写真でのみ出演するこのビデオは、当時8歳の彼女が小学校の同級生と写る集合写真をベースに構成されている。このビデオには別バージョンが存在し、物語進行の核となる少女にさらに焦点を絞ったものになっている。またその他にもこのビデオには、ディオンのこれまでのレコーティング風景が織り込まれている。
シングルは一部のヨーロッパ諸国で発売され、ベルギー ワロン地域圏で16位、フランスで17位を記録した。また、売り上げはフランスでは23万5000枚と、シルバー認定相当（12万5000枚以上）を記録した。
ライブバージョンは『オ・クール・デュ・スタード〜スタジアム・ライヴ〜』とその映像版『オ・クール・デュ・スタード〜スタジアム・ライヴ〜』に収録されている。また、映像版DVDには特典映像としてこの曲のレコーディング風景が収録されている。そして、ディオンはケベック・シティー創設400周年記念のライブイベントで観客25万人の前でこの曲を歌唱し、その模様が2008年発売のDVD『セリーヌ・シュ・レ・プレーヌ』に収録された。
この曲は、2005年に発売されたディオンのフランス語曲ベスト・アルバム『オン・ヌ・シャンジュ・パ』にも収録されている。

## 収録曲
ヨーロッパCDシングル
1. 「人は変わらない」 – 4:09
2. 「同じ船の上」 – 4:25

## チャート
| チャート（1999年）                      | 最高位 |
| --------------------------------------- | ------ |
| ベルギー ワロン地域圏・シングルチャート | 16     |
| ヨーロッパ・シングルチャート            | 64     |
| フランス・シングルチャート              | 17     |